# Piersigia lomnophila
Piersigia lomnophila är en kvalsterart som beskrevs av Protz. Piersigia lomnophila ingår i släktet Piersigia och familjen Piersigiidae. Inga underarter finns listade i Catalogue of Life.